# Жуль Шере
Жу́ль Шере́  (фр. Jules Chéret; 31 травня 1836, Париж — 23 вересня 1932) — французький рекламний художник.

## Ранні роки
Жуль Шере народився у Парижі в небагатій родині. Батько працював у друкарні. У віці 13 років Жуль був примушений покинути школу і влаштувався учнем до літографа. Він почав художню освіту з відвідин Національної художньої школи. Але можливості мати ґрунтовну художню освіту не мав і практично все життя займався самоосвітою. Бажання навчитися непогано малювати привело його у паризькі музеї і працюватинад малюнком самотужки. Як всіх юнаків його цікавила еротика і він виділяв серед французьких художників Антуана Ватто та Оноре Фрагонара, а Фрагонар якраз уславився створенням еротичних картин з молодими дівчатами.
У зрілму віці, коли Жуль Шере працюватиме над афішами для дешевих розважальних закладів, він зробить головними персонажами власних афіш саме молоденьких, легковажних і еротичних дівчат.

## Перебування у Британії
Художник-аматор, Жуль Шере 1854 року відбув у Британію і розпочав працювати малювальником у фірмі з виробництва меблів. Робив він і рекламні плакати, котрі розповсюджувала британська пошта. Англійці називали ці плакати — постер, позаяк їх розповсюджувала пошта і їх вивішували поблизу пошт на перехрестях. Праця у Лондоні не задалася і молодик, котрому нічого було втрачати у Лондоні, повернувся до Парижа.

## Праця в Парижі

Жуль Шере. Реклама оперети «Орфей у пеклі», 1866 р. Національна бібліотека Франції.

Париж переживав період заснування багатьох друкарень, котрі бралися за гроші рекламувати будь-які товари чи послуги (пиво, вино, велосипеди, безліч дрібниць для дамських суконь, корсети для дам і чоловіків, сигари тощо). До друкарень почали наймати низку аматорів, що ледь тримали олівці і мали початкові навички малювання. Серед них був і Жуль Шере.
Серед перших значущих замов початкового періоду у митця у 1858 році була замова на афішу оперети «Орфей у пеклі» композитора Жака Офенбаха. Жуль Шере підійшов до композиції афіші як до створення картини на історичний сюжет. Афіша перенасичена персонажами, де важко знайти головного. Надалі кількість персонажів була скорочена.
Декотрий період чорно-білі афіші і плакати друкували поряд із кольоровими і вони співіснували.

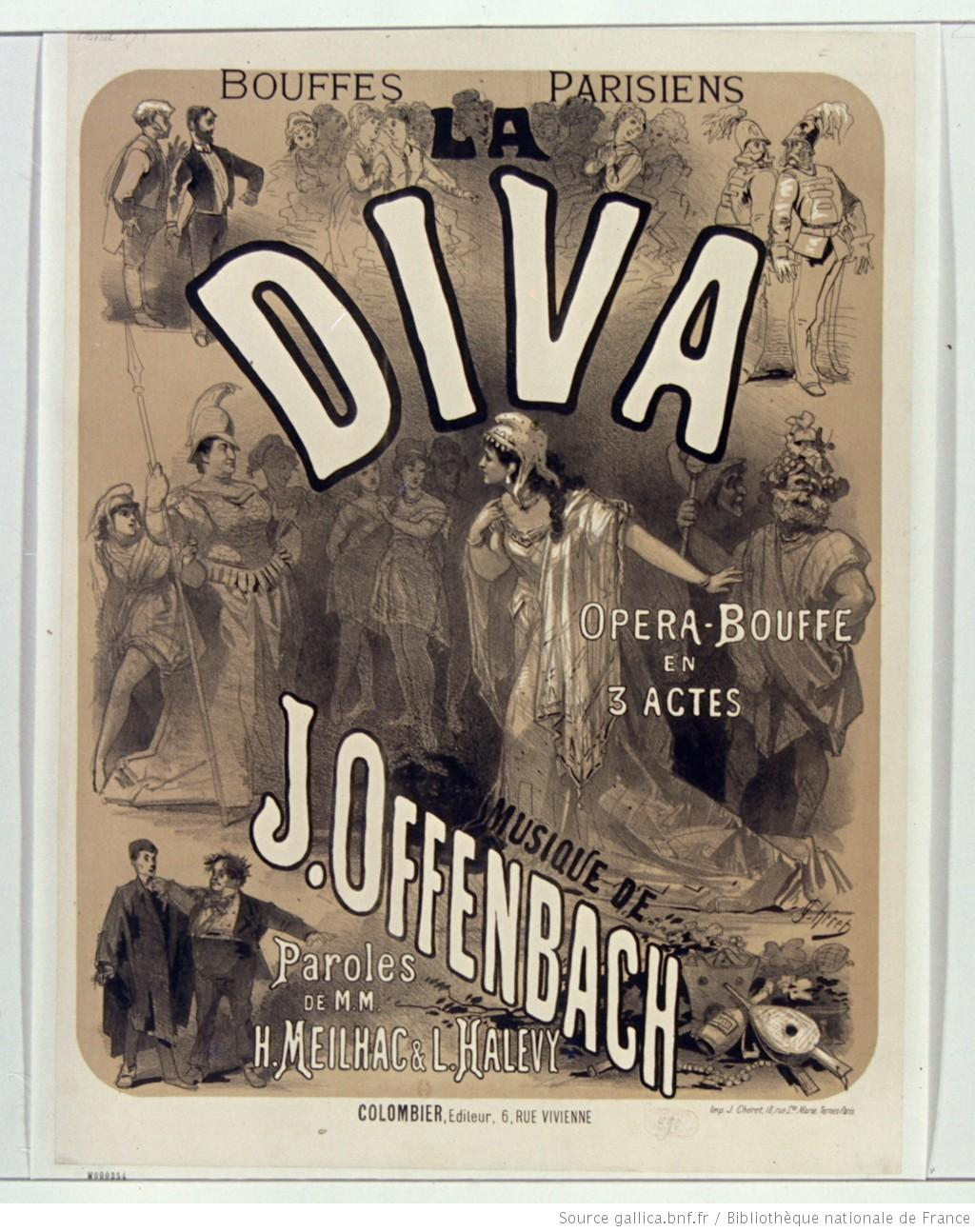
Жуль Шере. Афіша опери - буфф «Діва» Жака Офенбаха, 1868 р.
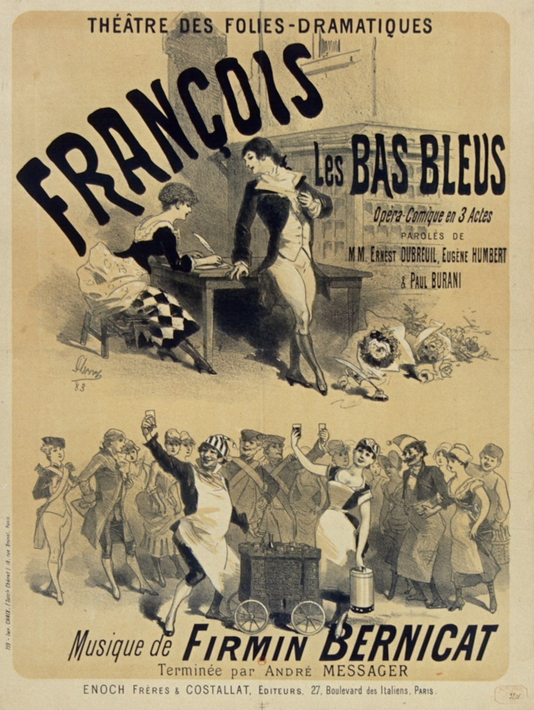
Жуль Шере. Афіша для театра Фолі-Драматік, 1883 р.
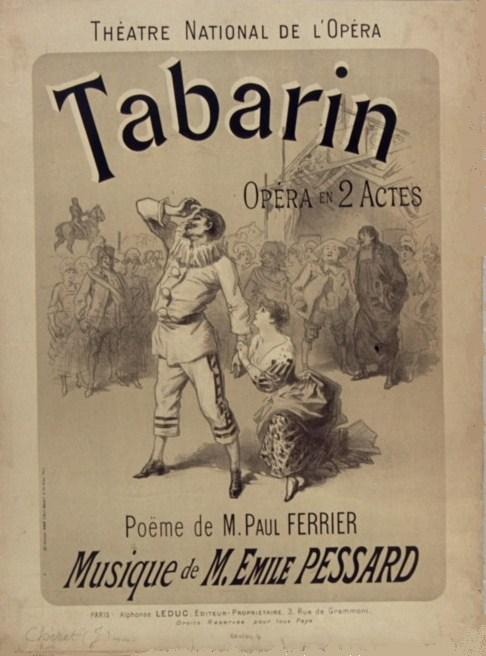
Жуль Шере. Афіша опери у двух актах «Tabarin», 1885 р.

Первісно реклами і афіші були чорно-білими. Промисловість почала випускати нові хімічні кольорові фарби, котрі почали витісняти природні барвники. Нові анілінові фарби були надто швидко використані у друкарнях художниками-аматорами, а у практику увійшла технологія кольорової літографії. На декотрий період попереду всіх опинились друкарі Великої Британії. Жуль Шере знову відбув у Лондон, де вивчав технологію кольорової літографії. Він вже виборов декотрий фінансовий успіх і придбав у Лондоні друкарські верстати для створення реклам і афіш великого розміру. По поверненню у Париж він відкрив власну друкарню.

## Замальовки фігур роботи Шере

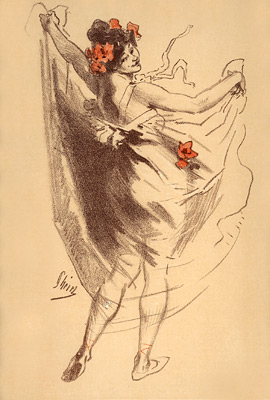
"Танок," 1899
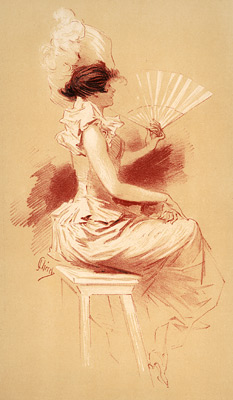
" Пані з віялом," 1896
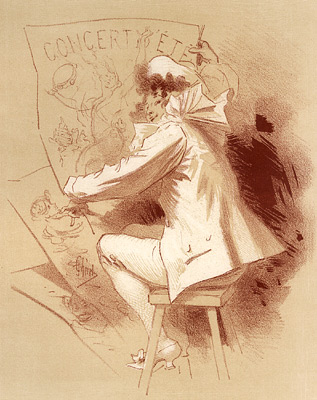
"Концерт влітку," 1896
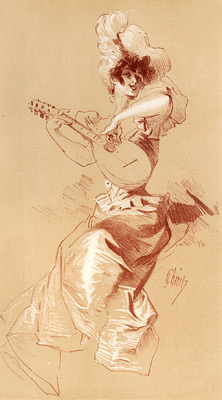
"Музика," 1898
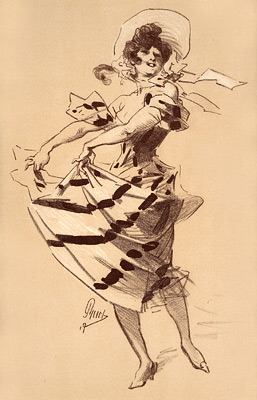
" Задоволення," 1900

## Творчість зрілих років
Ще в роки перебування у Лондоні він створював малюнки для обкладинок книжок, працював у рекламі. В Парижі удосконалив друкарський процес, спростивши декотрі операції. Його манюнки до плакатів користувались попитом і йому доручали створення афіш до різноманітних розважальних закладів Парижа, серед котрих були Паризька Опера, Алькасар взимку, каже Фолі-Бержер та Амбассадор, Олімпія, Мулен-Руж. Він тривалий час робив ілюстрації для сатиричного щотижневика «Le Courrier français».
Він виборов визнання і покинув організаційну галузь, звернувся лише до дизайну афіш і плакатів. Власні твори він подавав на Всесвітні виставки у Парижі у 1878 та у 1889 роках, де отримував коли золоті, коли срібні нагороди. До 1926 року він отримав від уряду Франції декілька нагород Почесного легіону різного ступеня.
Сам фаховий художник плакатів і афіш, у період 1896—1900 років він оприлюднив колекцію кращих афіш і плакатів роботи французьких художників у меншому, більш зручному варіанті для колекціонерів.

## Останні роки
В останні роки фінансово забезпечений митець поводив себе як буржуа на покої. Він оселився на півдні Франції, що було звичним для забезпечених осіб похилого віку і займався власним здоров'ям. 1925 року він втратив зір. Помер у віці 96 років.

## Обрані твори (галерея)

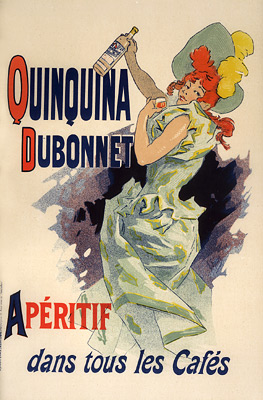
Жуль Шере. Реклама аперитива
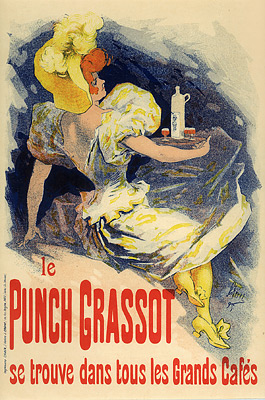
Жуль Шере. Реклама пунша Грассо
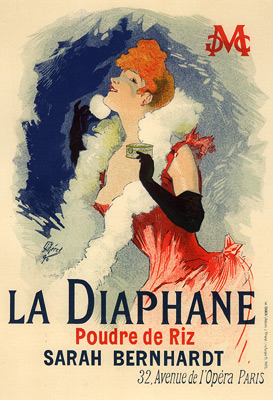
Жуль Шере. Реклама пудри для жінок
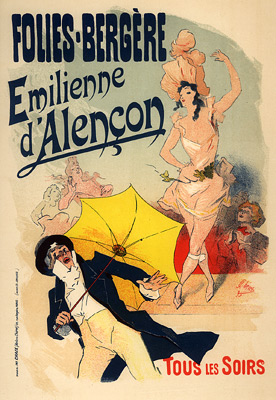
Жуль Шере. Реклама концерта в барі Фолі-Бержер
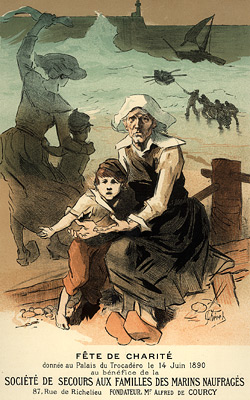
Жуль Шере. Плакат про милосердя до сиріт, 1890 р.